# Friedrich Schönschitz
Friedrich Schönschitz (* 1903; † 1993 in Wurzing, Marktgemeinde Wildon) war ein österreichischer Gerechter unter den Völkern aus Wildon.

## Leben und Wirken
Friedrich Schönschitz wurde 1903 geboren. Sein Vater war Bürgermeister der Gemeinde Jakobsthal, Kreis Marburg an der Drau.
Schönschitz war 1942 Gemeindeleiter in Jugoslawien. Freunde teilten ihm eines Tages mit, dass zwei Juden, der Leobener Großkaufmann Max Werdisheim und sein Bruder, ein Arzt, Gefahr liefen, von der Gestapo verhaftet und verschickt zu werden. Daraufhin beschloss Schönschitz, beiden aus der Lebensgefahr zu helfen, ohne sie zu kennen. Er stellte ihnen jugoslawische Heimatsurkunden aus, mit denen sie über die österreichische Grenze nach Jugoslawien reisen konnten. Aufgrund des Heimatscheines stellte ein Amtsgericht in Jugoslawien Max Werdisheim einen jugoslawischen Pass aus, mit dem er nach Israel auswandern konnte. Auch sein Bruder konnte weiterreisen.
Für sein couragiertes Verhalten soll Friedrich Schönschitz als Gerechter unter den Völkern ausgezeichnet worden sein. Diese Angaben finden sich nicht in der offiziellen „Righteous“-Datenbank der israelischen Holocaust-Gedenkstätte Yad Vashem, sondern sind nur in der Veröffentlichung von Mosche Meisels Die Gerechten Österreichs. Eine Dokumentation der Menschlichkeit aus dem Jahr 1996 enthalten.  
In der vom Verein Österreichische Freunde von Yad Vashem begleitend zur gleichnamigen Wanderausstellung veröffentlichten Broschüre Die Gerechten. Courage ist eine Frage der Entscheidung wird der Name von Friedrich Schönschitz in der Liste „Österreichische Gerechte unter den Völkern“ ohne Jahr der Auszeichnung genannt. Eine Anmerkung informiert darüber, dass Schönschitz „nur in  Mosche Meisels: Die Gerechten Österreichs. Eine Dokumentation der Menschlichkeit Tel Aviv 1996 angeführt“ sei.
Zuletzt lebte Friedrich Schönschitz in Wurzing, einer Rotte in der Marktgemeinde Wildon im Bezirk Leibnitz in der Steiermark. Er starb im Alter von ca. 90 Jahren im März 1993 in seiner Heimatgemeinde Wildon.